# Chargey-lès-Port
Chargey-lès-Port là một xã thuộc tỉnh Haute-Saône trong vùng Bourgogne-Franche-Comté phía đông nước Pháp.